# Rufus Reid
Rufus Reid (Atlanta, 10 februari 1944) is een Amerikaanse jazzcontrabassist en hoogleraar.

## Biografie
Reid speelde als scholier trompet en vervoegde hij zich na afsluiting van de highschool bij de United States Air Force. Daar wisselde hij naar de contrabas. Na afloop van zijn diensttijd bij de Air Force studeerde hij vervolgens bij de cellist James Harnett van het Seattle Symphony Orchestra en daarna aan de Northwestern University in Evanston bij Warren Benfield en Joseph Guastefeste van het Chicago Symphony Orchestra. In 1971 voltooide hij zijn studie met de graad van Bachelor of Music.
Daarna werkte hij als professioneel muzikant vervolgens in Chicago en vanaf 1976 in New York. Hij werkte met muzikanten als Gene Ammons, Kenny Dorham, Eddie Harris, Sonny Stitt, Don Byas, Philly Joe Jones, Thad Jones, Mel Lewis, Dexter Gordon, Bill Evans, Stan Getz, Dizzy Gillespie, Art Farmer, Toots Thielemans, Lee Konitz, Roni Ben-Hur, Bob Mintzer, George Cables, Billy Hart, Bill Mays, John Stubblefield en Marvin Stamm. Bovendien leidde hij de eigen band The Rufus Reid Quintet. Met de drummer Akira Tana leidde hij sinds de jaren 1980 de band TanaReid.
Naast zijn werk als muzikant verwierf Reid zich ook een naam als onderwijzer. Sinds begin jaren 1970 was hij ook betrokken bij de 'Jamey Aebersold Summer Jazz Workshops' en de 'Stanford University Jazz Workshop', sinds eind jaren 1970 tot 1999 was hij professor voor jazz aan de William Paterson University in Wayne. In 1971 verscheen zijn leerboek The Evolving Bassist (2003 op dvd).

## Discografie
- 1975: I Need Some Money met Eddie Harris
- 1980: Perpetual Stroll met Kirk Lightsey, Eddie Gladden
- 1984: Seven Minds  (Sunnyside) met Terri Lyne Carrington, Jim McNeely
- 1989: Corridor to the Limits met Harold Land, Victor Lewis, Rob Schneiderman
- 1991: Yours and Mine met Jesse Davis, Ralph Moore, Akira Tana, Rob Schneiderman
- 1999: Intimacy of the Bass (Double Time) met Michael Moore
- ????: Mirth Song met Harold Danko
- ????: Alone Together met Peter Ind
- 2003: The Gait Keeper (Sunnyside) met Rich Perry, Fred Hendrix, John Stetch, Montez Coleman
- 2014: Quiet Pride (Motema) met Herlin Riley, Vic Juris, Dennis Mackrel, Tim Hagans, Ingrid Jensen, Ryan Keberle, John Clark, Vincent Chancey, Steve Wilson

- Bibliothèque nationale de France: cb13923839h (data)
- Gemeinsame Normdatei: 134494342
- International Standard Name Identifier: 0000 0001 1496 1599
- Library of Congress Control Number: n84017739
- MusicBrainz: 819112d2-1909-49b1-83ae-7f8c37d4ce7f
- Nationale Bibliotheek van Tsjechië: xx0015923
- Nationale Bibliotheek van Israël: 987007317034105171
- Nederlandse Thesaurus van Auteursnamen: 095287485
- Istituto Centrale per il Catalogo Unico: UBOV515847
- SNAC: w6126nfs
- Système universitaire de documentation: 136490573
- Virtual International Authority File: 100985740
- WorldCat: E39PBJgcXfqqtGRrmTBcWHwXBP